# Fiaker

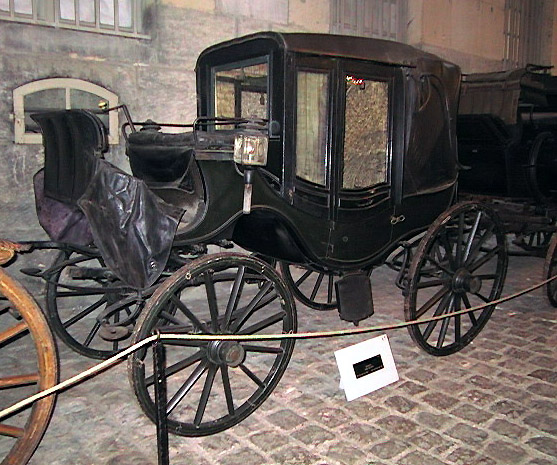
En fiaker från 1830 på museet i Compiègne

Fiaker (franska fiacre, även kallad voiture de place), är en hel- eller halvtäckt hästdroska. Namnet kommer av att de första vagnarna av detta slag i Paris (1640), ställdes upp till allmänhetens tjänst vid värdshuset Saint-Fiacre, som hade en skylt med en bild av det iriska helgonet Fiacrius, trädgårdsmästarnas skyddspatron.